# Arondismentul Lannion
Arondismentul Lannion (în franceză Arrondissement de Lannion) este un arondisment din departamentul Côtes-d'Armor, regiunea Bretagne, Franța.

## Subdiviziuni

### Cantoane
- Cantonul Lannion
- Cantonul Lézardrieux
- Cantonul Perros-Guirec
- Cantonul Plestin-les-Grèves
- Cantonul Plouaret
- Cantonul La Roche-Derrien
- Cantonul Tréguier

### Comune
| 1. Berhet (22006)                 | 2. Camlez (22028)              | 3. Caouënnec-Lanvézéac (22030) | 4. Cavan (22034)            |
| 5. Coatascorn (22041)             | 6. Coatréven (22042)           | 7. Hengoat (22078)             | 8. Kerbors (22085)          |
| 9. Kermaria-Sulard (22090)        | 10. Langoat (22101)            | 11. Lanmodez (22111)           | 12. Lanmérin (22110)        |
| 13. Lannion (22113)               | 14. Lanvellec (22119)          | 15. Loguivy-Plougras (22131)   | 16. Louannec (22134)        |
| 17. Lézardrieux (22127)           | 18. Mantallot (22141)          | 19. Minihy-Tréguier (22152)    | 20. Penvénan (22166)        |
| 21. Perros-Guirec (22168)         | 22. Plestin-les-Grèves (22194) | 23. Pleubian (22195)           | 24. Pleudaniel (22196)      |
| 25. Pleumeur-Bodou (22198)        | 26. Pleumeur-Gautier (22199)   | 27. Plouaret (22207)           | 28. Ploubezre (22211)       |
| 29. Plougras (22217)              | 30. Plougrescant (22218)       | 31. Plouguiel (22221)          | 32. Ploulec'h (22224)       |
| 33. Ploumilliau (22226)           | 34. Plounérin (22227)          | 35. Plounévez-Moëdec (22228)   | 36. Plouzélambre (22235)    |
| 37. Plufur (22238)                | 38. Pluzunet (22245)           | 39. Pommerit-Jaudy (22247)     | 40. Pouldouran (22253)      |
| 41. Prat (22254)                  | 42. Quemperven (22257)         | 43. La Roche-Derrien (22264)   | 44. Rospez (22265)          |
| 45. Saint-Michel-en-Grève (22319) | 46. Saint-Quay-Perros (22324)  | 47. Tonquédec (22340)          | 48. Troguéry (22383)        |
| 49. Trébeurden (22343)            | 50. Trédarzec (22347)          | 51. Trédrez-Locquémeau (22349) | 52. Tréduder (22350)        |
| 53. Trégastel (22353)             | 54. Trégrom (22359)            | 55. Tréguier (22362)           | 56. Trélévern (22363)       |
| 57. Trémel (22366)                | 58. Trévou-Tréguignec (22379)  | 59. Trézény (22381)            | 60. Le Vieux-Marché (22387) |